# Piratula serrulata
Piratula serrulata is een spinnensoort in de taxonomische indeling van de wolfspinnen (Lycosidae).
Het dier behoort tot het geslacht Piratula. De wetenschappelijke naam van de soort werd voor het eerst geldig gepubliceerd in 1984 door Da-xiang Song & Jia-Fu Wang.